# Zbyněk Brynych
Zbyněk Brynych (ur. 13 czerwca 1927 w Karlowych Warach, zm. 24 sierpnia 1995 w Pradze) – czeski reżyser filmowy i scenarzysta.

## Wybrana filmografia

### Reżyser
- 1958 – Romans na przedmieściu
- 1959 – Co tydzień niedziela
- 1960 – Dwie twarze agenta K
- 1962 – Transport z raju
- 1965 – Piąty jeździec Apokalipsy
- 1975 – Piosenka za koronę

### Scenarzysta
- 1958 – Romans na przedmieściu
- 1959 – Co tydzień niedziela
- 1960 – Dwie twarze agenta K
- 1962 – Transport z raju
- 1965 – Piąty jeździec Apokalipsy
- 1975 – Piosenka za koronę